# Kuhmühlenteichbrücke

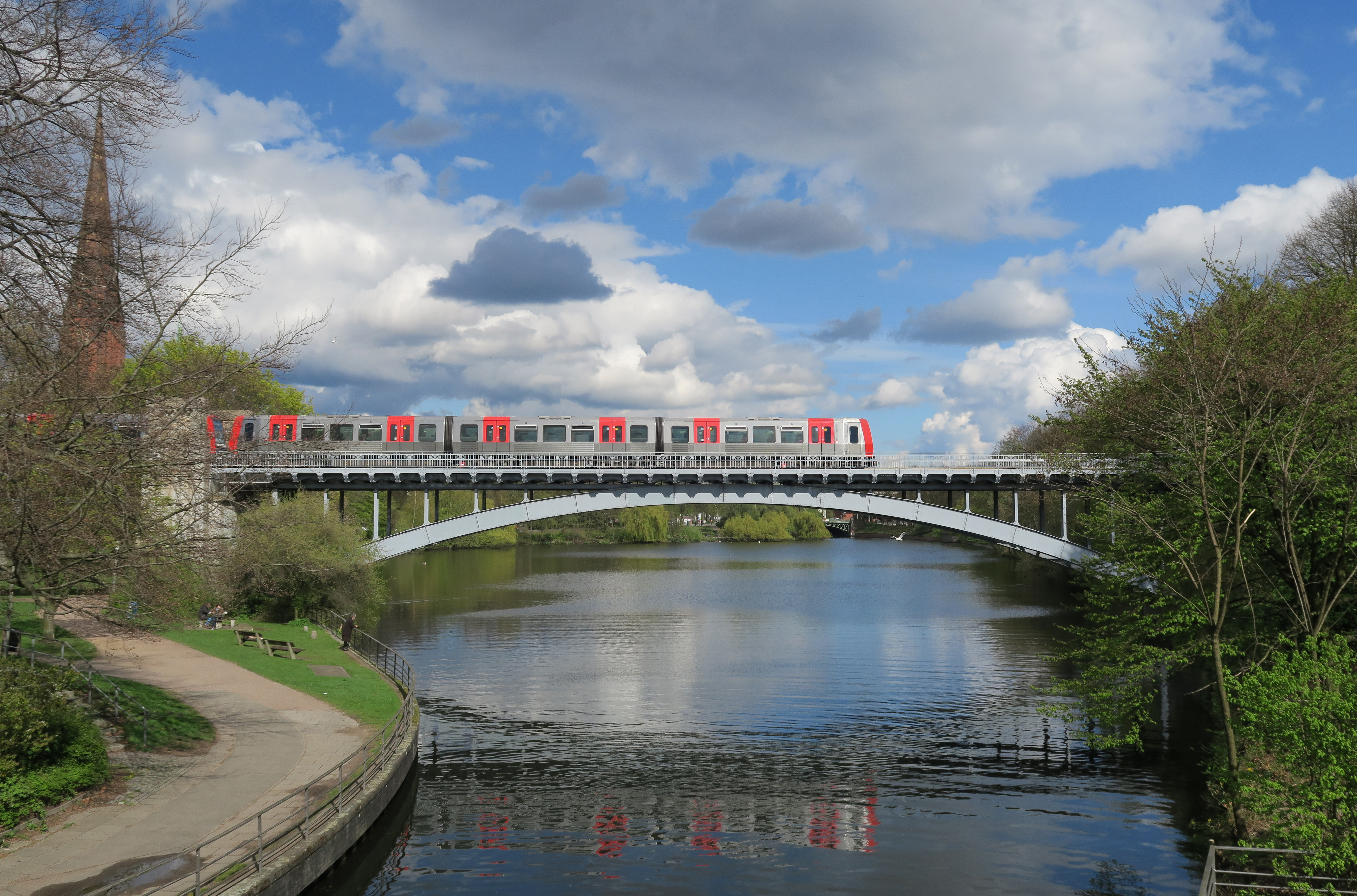
Kuhmühlenteichbrücke, Ansicht von der Kuhmühlenbrücke, im Hintergrund St. Gertrud

Die Kuhmühlenteichbrücke ist eine Überführung der Ringlinie der U-Bahn Hamburg über das westliche Ende des Kuhmühlenteichs. Sie verbindet die Hamburger Stadtteile Uhlenhorst im Norden und Hohenfelde im Süden und ist ein eingetragenes Kulturdenkmal mit der Nummer 23305, somit Teil des Denkmalensembles, das den U-Bahn-Streckenabschnitt Mundsburg bis Uhlandstraße mitsamt allen Brücken umfasst. Aufgrund ihrer Form, der aufwendigen Gestaltung der Widerlager und ihrer Lage in der parkähnlichen Umgebung des Kuhmühlenteichs wird sie oft als schönste Brücke der Hochbahn bezeichnet.

## Geschichte
Die Brücke wurde 1911/12 nach Entwürfen der Architekten Ludwig Raabe und Otto Wöhlecke, den Hausarchitekten der Hamburger Hochbahn vor dem Ersten Weltkrieg, erbaut. Wegen der landschaftlichen Schönheit am Kuhmühlenteich mit der St.-Gertrud-Kirche im Osten und dem Blick über den Mundsburger Kanal zur Außenalster im Westen wurde statt einer ursprünglich geplanten Brücke mit vielen Stützen eine filigrane eiserne Bogenbrücke mit einer Spannweite von 55 Metern errichtet.
Bei der Eröffnungsfahrt der U-Bahn zwischen Rathaus und Barmbek am 15. Februar 1912 war die Brücke schon einen Monat fertiggestellt.

## Gestaltung der Widerlager
Die mit Granit verkleideten Widerlager der Brücke sind aufwendig verziert. Dabei haben die jeweils nach außen gewandten Seiten jedes der vier Pfeiler jeweils eine Symbol-Darstellung für eines der Vier Elemente. Im oberen Teil gibt es jeweils ein Relief, das die Beherrschung des Elements darstellt, im umlaufenden Band darunter sind zum jeweiligen Element passende Tierdarstellungen. So fängt zum Beispiel bei „Wasser“ die Männerfigur mit einem Arm den Regen auf, während die Frauenfigur Wasser in einen Krug füllt. Als Tierfiguren wurden hier Fische gewählt.
| Pfeiler    | Element | Gesamtansicht | oberes Relief | Tierrelief      |
| ---------- | ------- | ------------- | ------------- | --------------- |
| Nordwesten | Feuer   |               |               | Feuersalamander |
| Nordosten  | Erde    |               |               | Schlangen       |
| Südwesten  | Wasser  |               |               | Fische          |
| Südosten   | Luft    |               |               | Vögel           |

## Nachweise
1. 1 2  Sven Bardua: Brückenmetropole Hamburg, Baukunst – Technik – Geschichte bis 1945. Dölling und Galitz Verlag, München 2009, ISBN 978-3-937904-88-7, S. 135.
2. ↑  Sven Bardua: Brückenmetropole Hamburg, Baukunst – Technik – Geschichte bis 1945. Dölling und Galitz Verlag, München 2009, ISBN 978-3-937904-88-7, S. 140.

Koordinaten: 53° 33′ 57,4″ N, 10° 1′ 33,5″ O